# لورانس أغيكوم
لورانس أغيكوم (بالفرنسية: Lawrence Agyekum)‏ هو لاعب كرة قدم غاني ولد بتاريخ 23 نوفمبر 2003.

## مسيرته
لعب من 2019 إلى 2022 في نادي أكاديمية غرب إفريقيا لكرة القدم وإنتقل في 2022 إلى ريد بل سالزبورغ وتمت إعارته في نفس السنة إلى نادي ليفيرنغ.

## وصلات خارجية
لورانس أغيكوم على موقع الاتحاد الأوربي (الإنجليزية)
- لورانس أغيكوم على موقع قاعدة بيانات كرة القدم.إي يو (الإنجليزية)
- لورانس أغيكوم على موقع Soccerway.com (الإنجليزية)
- لورانس أغيكوم على موقع عالم كرة القدم.نت (الإنجليزية)
- لورانس أغيكوم على موقع GSA (الإنجليزية)